# 松岡はな
松岡 はな（まつおか はな、2000年〈平成12年〉1月19日 - ）は、日本のアイドル。女性アイドルグループHKT48元メンバーおよびチームKIVの元キャプテン。
千葉県出身。

## 略歴
HKT48加入前にダンスを13年間習っており、ダンスチーム「デートコース」所属時代に、オールジャパンスーパーキッズダンスコンテスト関東予選優勝、全国大会ファイナリストの経験がある。
2014年9月に『バイトAKB48 プロジェクト』に合格し、バイトAKBとしての活動を開始。翌年2月28日に開催された「バイトAKB 素敵な思い出をありがとう公演 〜最後の本気バイト、劇場で見てください!!〜」をもって、雇用契約期間満了に伴いバイトAKBとしての活動を終了。
2015年5月10日、有明コロシアムで開催された『第2回AKB48グループ ドラフト会議』で、HKT48チームHに1巡目で指名される。同年8月30日、HKT48ひまわり組「パジャマドライブ」公演でHKT48劇場公演デビュー。
2016年3月30日にマリンメッセ福岡で開催された『HKT48春のライブツアー サシコ・ド・ソレイユ 2016』最終公演において、研究生からの昇格と新たに発足するチームTIIに配属することが発表された。翌4月13日発売のHKT48の7thシングル「74億分の1の君へ」で、初めて表題曲の選抜メンバーに選ばれた。次作シングル「最高かよ」（2016年9月7日発売）では加入1年2か月目にして初のセンターポジションを務めた。ドラフト会議出身者が表題曲のセンターポジションを務めるのはNMB48の須藤凜々花（「ドリアン少年」）以来2例目。同年11月16日発売のAKB48の46thシングル「ハイテンション」で、初めてAKB48のシングル選抜メンバーに選出された。
2022年10月16日に幕張メッセ イベントホールで開催された『HKT48 11th anniversary LIVE 2022 〜未来へのメッセージ〜』夜公演において、新チーム体制「クラス替え」の発表が行われ、新たにチームKIVのキャプテンに任命された。
2024年4月7日、福岡市民会館で開催された『HKT48 春のコンサート2024〜ホップ・ステップ・ジャンプ〜』で、卒業発表をした。同年9月22日にHKT48劇場で卒業公演を、同月28日に福岡サンパレスで『松岡はな卒業コンサート〜はなって！はなって！最高かよ！〜』を開催し、HKT48を卒業した。

## 人物
いつも笑顔なのが特徴で、チャームポイントも笑顔としている。性格はとても明るく、元気でよく変顔をするという。
AKB48グループで憧れのメンバーは島崎遥香で、好きな楽曲は「12月のカンガルー」「ハステとワステ」「希望的リフレイン」。指原莉乃のことを慕っており、宇宙で1番大好きと公言している。
家族構成は両親と兄がいる。松岡の母の実家は高祖父の代から北九州市戸畑区で酒店を経営し、店舗は現在も松岡の祖父母と叔父が経営しており店舗に併設した角打ちに松岡のカレンダーを貼っているという。

## HKT48での参加曲

### シングル選抜楽曲
HKT48名義
- 74億分の1の君へ（2016年4月13日）EAN 4988031148914。
- 最高かよ（2016年9月7日）EAN 4988031177365。
  - 空耳ロック - 「Team TⅡ」名義 EAN 4988031177365
  - 女の子だもん、走らなきゃ! - ソロ楽曲 EAN 4988031177396
- バグっていいじゃん（2017年2月15日）EAN 4988031207314。
  - 必然的恋人 EAN 4988031207314
  - HKT48ファミリー  EAN 4988031207406
- キスは待つしかないのでしょうか?（2017年8月2日）EAN 4988031235386。
  - ロマンティック病 EAN 4988031235416
- 早送りカレンダー（2018年5月2日）
  - 季節のせいにしたくはない
  - 僕の想いがいつか虹になるまで - 「さくらはなみく」名義
  - 仮想恋愛
- 意志（2019年4月10日）
  - 誰より手を振ろう
  - いつだってそばにいる
- 3-2（2020年4月22日）
  - How about you? - 「Lit charm」名義
  - 青春の出口
- 君とどこかへ行きたい つばめ選抜（2021年5月12日）
- ビーサンはなぜなくなるのか?（2022年6月22日）
- 君はもっとできる（2023年2月8日）
  - そういうことFebruary - 「Team KⅣ」名義
- バケツを被れ!（2023年12月20日）
  - 僕たちは裏切った
- 僕はやっと君を心配できる
  - Lonely subway

AKB48名義
- ハイテンション（2016年11月16日）EAN 4988003495183。
  - ハッピーエンド（2016年11月16日） - 「レナッチーズ」名義 EAN 4988003495183
- シュートサイン（2017年3月15日）EAN 4988003500665。
  - 止まらない観覧車 - 「HKT48」名義 EAN 4988003500689
- 願いごとの持ち腐れ（2017年5月31日）EAN 4988003504465。
  - 前触れ EAN 4988003504496
- 「#好きなんだ」（2017年8月30日）に収録
  - 月の仮面 - 「アップカミングガールズ」名義 EAN 4988003508845。
- 11月のアンクレット（2017年11月22日）EAN 4988003514365。
  - 法定速度と優越感 - 「U-17選抜」名義 EAN 4988003514402
- ジャーバージャ（2018年3月14日）
  - ぶっ倒れるまで - 「HKT48」名義
- Teacher Teacher（2018年5月30日）
- 「センチメンタルトレイン」（2018年9月19日）に収録
  - ひと夏の出来事 - 「アップカミングガールズ」名義
  - 百合を咲かせるか?
- 「NO WAY MAN」（2018年11月28日）に収録
  - おはようから始まる世界 - 「U-19選抜2018」名義
- ジワるDAYS（2019年3月13日）
- 「失恋、ありがとう」（2020年3月18日）に収録
  - 思い出マイフレンド - 「1st Campus」名義

### アルバム選抜楽曲
HKT48名義
- 『092』に収録
  - 人差し指の銃弾
  - ファンミーティング - 「F24」名義
- 『アウトスタンディング』に収録
  - 突然 Do love me!
  - HAKATA吸血鬼

AKB48名義
- 『サムネイル』に収録
  - ランナーズハイ EAN 4988003499815。
- 『僕たちは、あの日の夜明けを知っている』に収録
  - ごめんね、好きになっちゃって…

### 劇場公演ユニット曲
ひまわり組「パジャマドライブ」公演
- 純情主義

チームKIV 1st Stage「シアターの女神」
- ロマンスかくれんぼ（前座ガール）

チームKIV 2nd Stage「最終ベルが鳴る」
- ごめんね ジュエル（バックダンサー）

ひまわり組「ただいま恋愛中」公演
- 7時12分の初恋
- 春が来るまで（兒玉遥のアンダー）
- Faint（下野由貴のアンダー）

チームTII＋研究生「手をつなぎながら」公演
- Glory days
- この胸のバーコード
- ウィンブルドンへ連れて行って
- 雨のピアニスト
- チョコの行方

ひまわり組「パジャマドライブ」公演（2022年開始）
- てもでもの涙

## 出演

### テレビドラマ
- 勇者ヨシヒコと導かれし七人 第9話（2016年12月3日、テレビ東京） - 女子校生（ルージュのメンバー） 役[20][21]
- キャバすか学園 第7話（2016年12月18日、日本テレビ） - 松岡 / ワカサギ 役[22][23]

### 情報番組
- アサデス。KBC（2022年4月15日[24] - 、九州朝日放送） - 中継リポーター[25]・MC[26]

### 舞台
- 博多座開場20周年記念公演「仁義なき戦い〜彼女（おんな）たちの死闘編〜」（2019年11月9日 - 14日、博多座） - ウエイトレス秋子（渚まゆみ） 役[27]

### ラジオ
- 令和4年度 福岡市人権啓発ラジオ番組「こころのオルゴール」（2022年12月1日 - 22日・2023年2月1日 - 22日、CROSS FM） - ナレーター[28]

### 広報
- 福智町・福岡県町村会 福智町応援大使（2021年3月 - ）[29][30]
- 北九州市立いのちのたび博物館 特別展「恋するいきもの展」アンバサダー（2023年）[31]

### ネット配信
- 令和4年度「こころのオルゴール」朗読動画（2022年12月22日公開、福岡チャンネル by Fukuoka city YouTube）[28]
  - シナリオ No.2『「生きた声」が心を開く』（高齢者）[32]
  - シナリオ No.4『生きた証しが刻まれた絵画』（ハンセン病）[33]
  - シナリオ No.12『「普通」「当たり前」に傷つくことも』（性的マイノリティ）[34]

### イベント
- UNIDOL2021−2022 Winter 決勝戦 / 敗者復活戦（2022年2月28日、中野サンプラザ） - MC[35][36]

## 書籍

### 写真集
- AKB48れなっち総選挙選抜写真集 16colors（2017年1月31日、徳間書店） ISBN 978-4-19-864289-1[37]

### 雑誌連載
- EX大衆（2019年11月15日 - 2021年11月15日、双葉社） - 「みんなへ贈る はなことば」を連載[38][39]